# Seltersglas

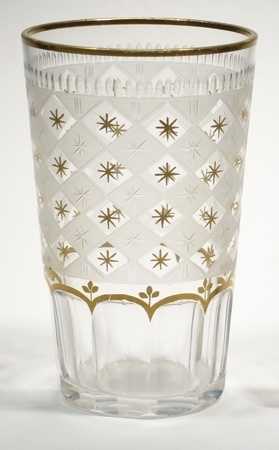
Ett seltersglas från Kosta glasbruk i servisen Odelberg.

Seltersglas, även selterglas, är ett mindre dricksglas avsett för mineralvatten (som förut kallades seltersvatten), läskedrycker och liknande. Ett seltersglas har ingen fot och rymmer ungefär 15 centiliter.
Ordet "seltersglas" är belagt i svenska språket sedan 1896 och kommer av den tyska orten Selters.